# Basiani Ensemble
Basiani Ensemble (ook gekend als State Ensemble of Georgian Folk Song "Basiani") is een Georgisch koor dat werd opgericht in 2000. Het koor focust zich op het onderzoeken en opnieuw tot leven brengen van traditionele liederen en heilige hymnen, zowel uit archiefopnames als uit transcripties en ook uit eigen veldwerk, met zangers uit heel Georgië. In 2013 kreeg het de status van Staatsensemble voor Georgische Volkszang.

## Biografie
Het ensemble maakt deel uit van het patriarchaatkoor van de Sameba, de Kathedraal van de heilige Drievuldigheid van Tbilisi. Het werd opgericht door zanger en koorleider Giorgi Donadze, tevens artdirector van het ensemble, nadat hij met gelijkgestemde zielen begon te zingen in de kathedraal. Als directeur van het Staatscentrum voor Folklore houdt Donadze zich bezig met de preservatie en promotie van traditionele Georgische kunst.
Basiani Ensemble legt zich toe op traditionele, driestemmige Georgische polyfonie en brengt al dan niet vergeten volksliederen en kerkliederen. De meeste leden komen uit families waar van oudsher traditionele zang uitgevoerd wordt en veel leden hebben sinds hun kindertijd volksliederen gezongen in verschillende ensembles. Folkforum.nl omschrijft het ensemble als volgt: "Deze mannenstemmen schitteren a capella in een mozaïek van krachtige en volle klanken die vertellen over de legenden, de vreugde en de smarten van een volk dat zijn rijke muzikale erfenis goed wist te bewaren. De hymnen uit Byzantijnse en Syrische erediensten, de werkliederen of vreugdezangen die Basiani brengt, laten de luisteraar nooit onberoerd." De naam Basiani verwijst naar een regio in in het huidige Turkije, ten noordwesten van de stad Erzurum, waar in 1203 een belangrijke veldslag plaatsvond waarmee de Georgische troepen de positie van Georgië in Klein-Azië consolideerden.
In 2001 trad het koor voor de eerste keer buiten de kathedraal op, in het Jansug Kakhidze Music Center. Sindsdien trad het ensemble reeds op in Auditorio Nacional de Música (Madrid), Concertgebouw Amsterdam, Museu Calouste Gulbenkian (Lissabon) (samen met pianist Aleksandre Toradze), UNESCO-hoofdkantoor (Parijs), Sint-Petersburg Philharmonia, White Light Festival in het Lincoln Center (New York), Bing Concert Hall (Stanford), Krannert Center (Illinois), University of Chicago, Berkeley University (San Francisco), Aldeburgh Music Festival (Suffolk) en Kilkenny Arts Festival (Ierland).

### In Nederland en België
Op 25 oktober 2023 trad het Basiani Ensemble op in het Concertgebouw te Brugge, samen met het Gori Women’s Choir & Georgian State Chamber Choir. Het optreden was onderdeel van het programma Georgische Stemmen. Op 28 oktober traden ze in datzelfde programma op in Amare in Den Haag. Op 9 en 10 november werd in De Singel te Antwerpen opgetreden tijdens het Spotlight on Georgia festival in het kader van Europalia Georgië.